# Bekkanur, Tirthahalli
Bekkanur là một làng thuộc tehsil Tirthahalli, huyện Shimoga, bang Karnataka, Ấn Độ.